# Jira (Software)
Jira [ˈdʒiːrə] ist eine Webanwendung zur Fehlerverwaltung, Problembehandlung und zum operativen Projektmanagement, die von Atlassian entwickelt wird. Jira wurde historisch besonders in der Softwareentwicklung eingesetzt, hat sich inzwischen aber zusätzlich in nichttechnischen Bereichen vieler Unternehmen etabliert. Typische Anwendungsfälle sind dabei Aufgabenmanagement, Anforderungsmanagement und Helpdesks. Jira kann durch seine Funktionen zur Ablauforganisation („Workflow-Management“) für Prozessmanagement und Prozessverbesserung verwendet werden.

## Namensherkunft und Aussprache
Der Name stammt vom ursprünglichen japanischen Namen für Godzilla, „Gojira“. Die Entwickler von Jira wollten damit einen Bezug zu Bugzilla herstellen. Ausgesprochen wird es, angelehnt an die japanische Lesart, [ˈdʒiːrə].

## Beschreibung
Jira ist für drei verschiedene Plattformen verfügbar:
- Jira Server: Ursprüngliche, inzwischen nicht mehr unterstützte (Support endete 2024[8][9]) On-Premises-Variante.
- Jira Data Center: On-Premises-Variante für Unternehmen mit hoher Anzahl an Nutzern, welche die Cloud-Variante nicht nutzen wollen oder können.
- Jira Cloud: SaaS-Variante; von Atlassian über Amazon Web Services betrieben.[10]

Die on-premises-Varianten von Jira basieren auf einer Java-Servlet-Plattform und laufen auf verschiedenen, gängigen Datenbanken und Betriebssystemen.
Jira wird von den Anwendern im Wesentlichen mit Vorgängen (englisch issues) gefüllt.
Ein Vorgang besitzt stets eine Zuordnung zu einem Jira-„Projekt“, eine Zusammenfassung (englisch summary), einen Vorgangstyp und einen Status (basierend auf dem hinterlegten Arbeitsablauf, englisch workflow). Häufig werden auch eine Priorität, eine oder mehrere Komponentenzuordnungen und weitere Standard- sowie benutzerdefinierte Felder verwendet. Außerdem können in einem Vorgang Kommentare und Anhänge hinterlegt werden.
Üblicherweise arbeiten an den Vorgängen mehrere Personen bzw. Teams zusammen und halten sie mittels Bearbeitungen von Feldern oder Aktualisierungen an den Status aktuell. Dabei wird jede Änderung aufgezeichnet.
Vorgänge können auf unterschiedliche Arten und Weisen gefunden, visualisiert und weiterverarbeitet werden. Beispiele hierfür sind: Vorgangsdetailansicht, Schnellsuche, gespeicherte Filter, Kanban- und Scrum-Boards, Dashboards, Berichte, Exports, Service-Portale, E-Mails, APIs sowie Integrationen in andere Systeme.
Jira bietet eine große Anzahl von Konfigurationsmöglichkeiten: Für jeden Anwendungszweck kann ein eigener Tickettyp mit eigenem Workflow, eigenem Status, einem oder mehreren verschiedenen statusabhängigen Ansichten (englisch screens), eigenen Feldern (engl. custom fields) und beliebigen manuellen oder automatischen Workflowübergängen entwickelt werden. Zusätzlich lassen sich über sogenannte „Schemes“ die Zugriffe, das Verhalten von Feldern, die Sichtbarkeit von Tickets und vieles mehr für jedes Jira-Projekt individuell festlegen.
Durch diese umfangreich anzupassende Architektur lassen sich viele Unternehmensbereiche abbilden und Jira für viele Zwecke (z. B. Fehler, Aufgaben, Anforderungen, Risiken, Besprechungen, Reisebuchungen, Einstellen neuer Mitarbeiter) einsetzen.
Die flexible Architektur von Jira versetzt Entwickler in die Lage, Erweiterungen (englisch apps) für Jira zu entwickeln und diese der Gemeinschaft über den Atlassian Marketplace kostenlos oder kostenpflichtig zur Verfügung zu stellen. Die große Auswahl an Apps im Marketplace (über 2.000 Jira-Apps, Stand Januar 2021) ermöglicht Jira-Kunden die Realisierung vieler Anwendungsfälle über zusätzliche Funktionen ohne eigene Programmier- und Wartungsaufwände.

## Module und Lizenzen
Seit 2015 gibt es drei verschiedene Produktmodule, welche für alle Plattformen zur Verfügung stehen und welche unabhängig voneinander für ein und dieselbe Instanz abonniert werden können:
- Jira Software ist für Teams geeignet, die sich um die Entwicklung von Software kümmern. Es enthält Grundfunktionalitäten von Jira und zusätzlich solche, die vor allem für Entwickler-Teams nützlich sind, so z. B. die Erstellung von Scrum- oder Kanban-Boards. Auch können Sprints eingerichtet und Backlogs geplant werden.
- Jira Work Management für Business-Teams. Enthält Grundfunktionalitäten von Jira und zusätzlich solche, die vor allem für Business-Teams wie Marketing, Personalwesen, Rechtsabteilung, Finanzen, Vertrieb relevant sind.
- Jira Service Management (vor November 2020 „Jira Service Desk“) für Service-Teams. Enthält Grundfunktionalitäten von Jira und zusätzlich solche, die für Service-Desk-Anwendungsfälle relevant sind (z. B. dediziertes, schlankes Service-Portal sowie SLA-Zeiten, Wissensdatenbank-Anbindung, Rufbereitschaftsplanung, Call-Routing). So können zum Beispiel Tickets für Meldungen, Beschwerden oder Anfragen angelegt und zugeteilt werden.

Weiters bietet Atlassian mit „Jira Align“ ein eigenständiges, ausgelagertes Produkt für agiles Programmmanagement an.
In der SaaS-Variante „Jira Cloud“ gibt es für Jira Software und Jira Service Management vier verschiedene Modelle (englisch plans):
- Free: Dauerhaft kostenlos, beschränkter Funktionsumfang, bis 10 Software-Nutzer bzw. 3 Service-Agenten
- Standard: Kostenpflichtig, Standard-Funktionsumfang
- Premium: Kostenpflichtig, erweiterter Funktionsumfang (z. B. Prio-Support, unbegrenzter Speicherplatz)
- Enterprise: Kostenpflichtig, größter Funktionsumfang (z. B. beliebig viele Instanzen ohne Aufpreis) für große Unternehmen

Obwohl Jira ein kommerzielles Produkt ist, gibt es über den Free-Plan hinaus kostenlose Lizenzen für Open-Source-Projekte, gemeinnützige Einrichtungen, wohltätige Organisationen und Einzelpersonen. So wird Jira beispielsweise für die Entwicklung des Anwendungsservers JBoss (jetzt WildFly) und der Frameworks Spring und Hibernate sowie in zahlreichen Apache-Projekten genutzt.
Auch die Entwickler von ReactOS setzen Jira ein.
Die Lizenzen werden auch von Partnern vertrieben, die oft zusätzliche Serviceleistungen wie Installation, Wartung, Hosting, Support und Beratung anbieten.
Der Verkauf von neuen Server-Lizenzen wurde am 2. Februar 2021 eingestellt. Der Support für Server-Produkte wurde am 2. Februar 2024 eingestellt.

## Sicherheitsprobleme
Im Juni 2022 wurde eine Sicherheitslücke im Mobile Plugin for Jira bekannt. Dabei handelt es sich um eine Erweiterung, die Atlassian allerdings mit Jira bündelt. Somit sind alle Kunden betroffen, die diese Erweiterung nicht eigenständig deaktiviert oder entfernt haben. Um die Schwachstelle auszunutzen, ist lediglich ein beliebiges Konto in Jira nötig. Dies betrifft auch die Registrierung. Die Sicherheitslücke wurde auf Atlassians eigener Skala in der zweithöchsten Kategorie "kritisch" eingestuft. In der NIST-Datenbank erhielt die zugrunde liegende Schwachstelle CVE-2022-26135 den CVSS-Score 6.5/10. Der Hersteller stellte Updates bereit.

## Kunden
Die Kundenliste des Herstellers weist viele große und global tätige Unternehmen aus, darunter SAP, IBM, Microsoft, Nokia, Navteq, Thales, Electronic Arts, BMW, Audi, VW, IAV, aber auch Organisationen und Institutionen wie das Europäische Parlament, das CERN oder die BBC und einige Universitäten wie die Harvard University oder die Stanford University. In Deutschland setzen etwa die Deutsche Bundespolizei, die Deutsche Post, der Deutsche Wetterdienst und die Deutsche Nationalbibliothek die Software ein.
Laut Atlassian wird Jira von über 260.000 Kunden in 190 Ländern eingesetzt.